# 王仙岭街道
王仙岭街道是中华人民共和国湖南省郴州市苏仙区下辖的一个街道办事处。

## 行政区划
王仙岭街道下辖以下村级行政区划单位：
王仙岭社区、锁石桥村和上白水村。